# Marty-Nunatakker
Die Marty-Nunatakker sind rund ein halbes Dutzend über 2000 m hoher Nunatakker im Australischen Antarktis-Territorium. Im westlichen Teil der Britannia Range des Transantarktischen Gebirges verteilen sie sich auf halbem Weg zwischen dem Haven Mountain und dem Vantage Hill über eine Länge von 12 km in ost-westlicher Ausrichtung. Nur etwa 200 m ihrer Gesamthöhe ragen über die sie umgebenden Eismassen heraus.
Das Advisory Committee on Antarctic Names benannte sie im Jahr 2001 nach Jerry William Marty (* 1946), der ab 1969 in unterschiedlichen Funktionen unter anderem für die National Science Foundation in Antarktika tätig war, z. B. an der Modernisierung der Amundsen-Scott-Südpolstation zwischen 1994 und 1998.